# Нікколо дель Арка

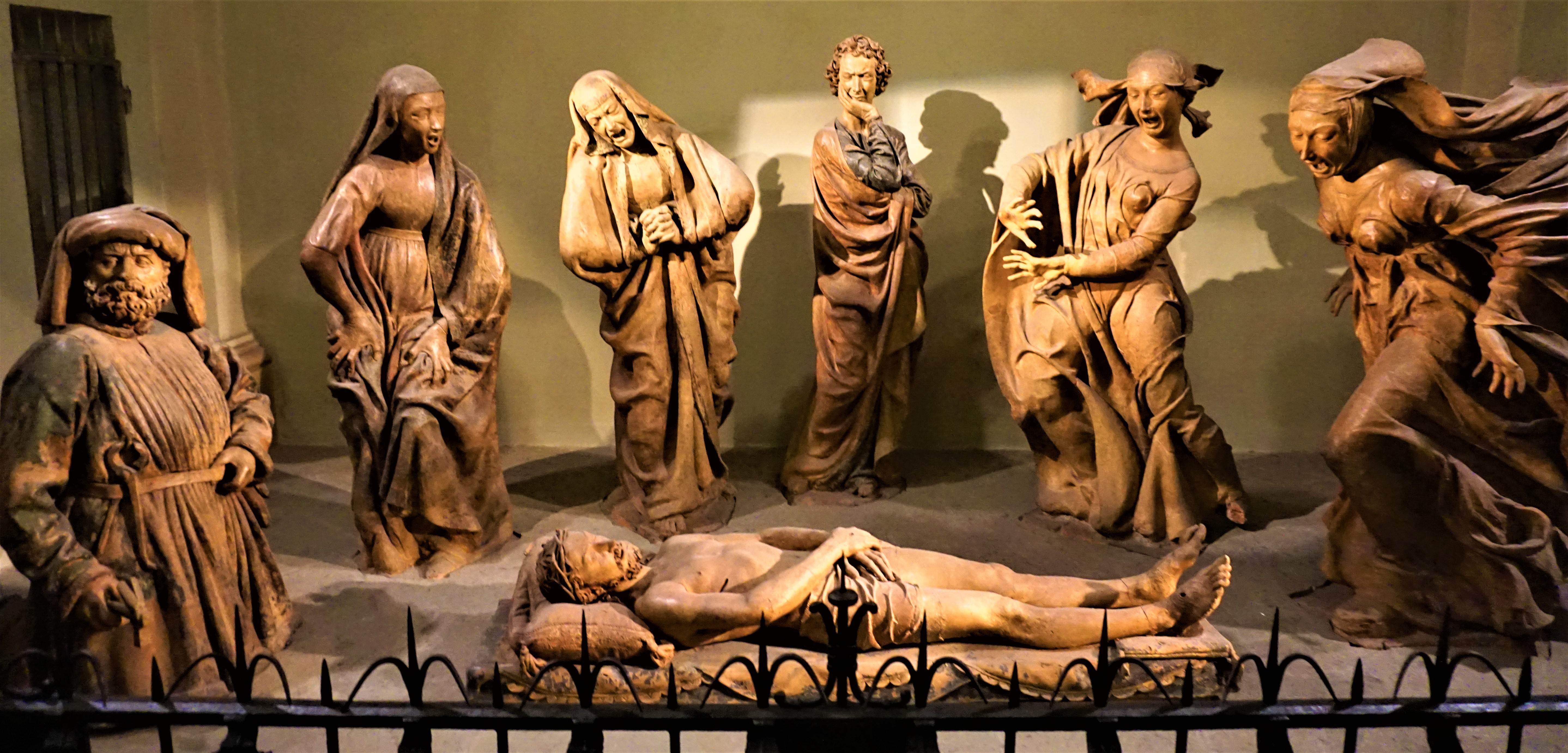
«Оплакування Христа» (Compianto sul Cristo morto), Санта Марія делла Віта, Болонья

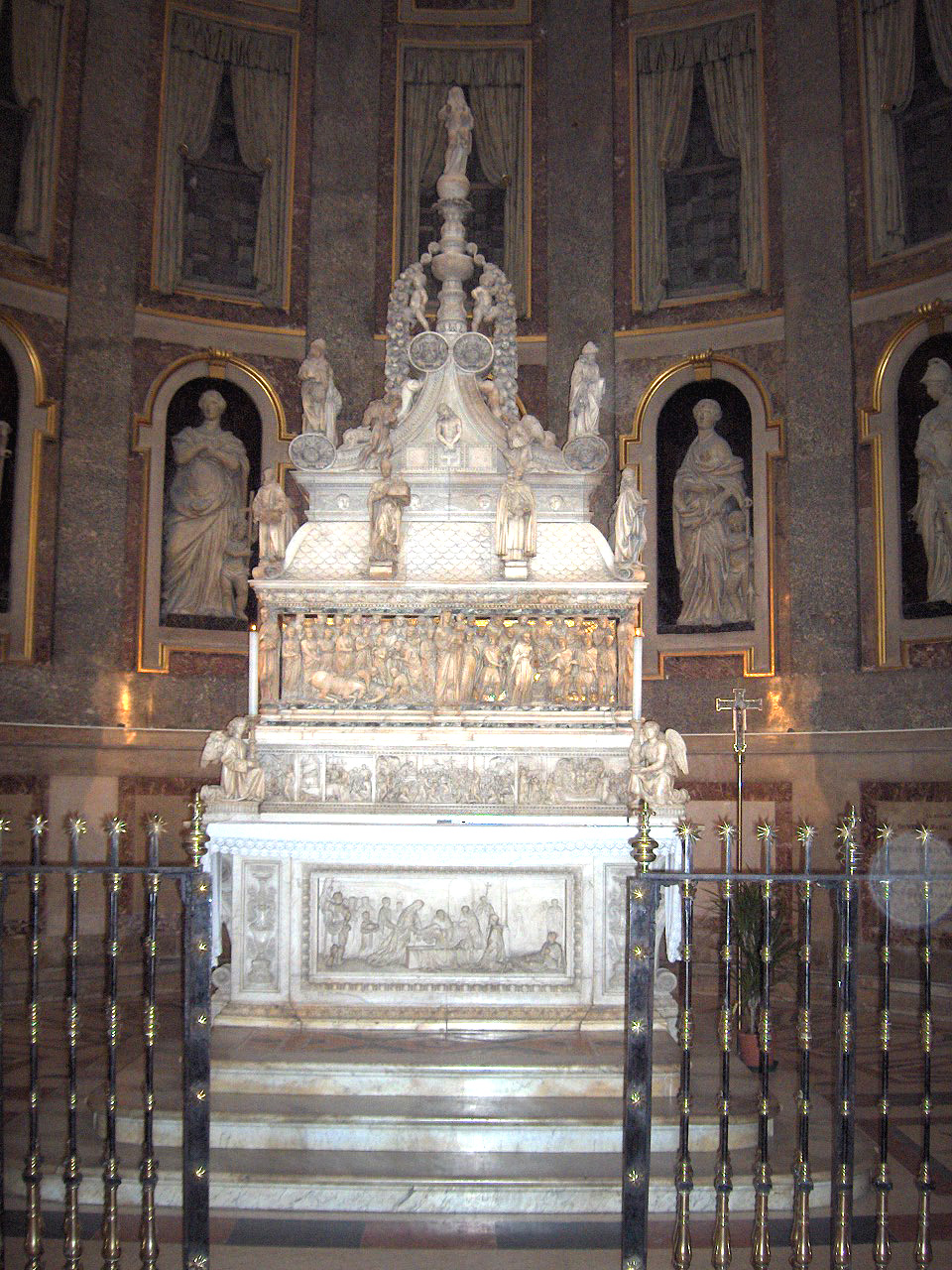
Гробниця святого Домініка

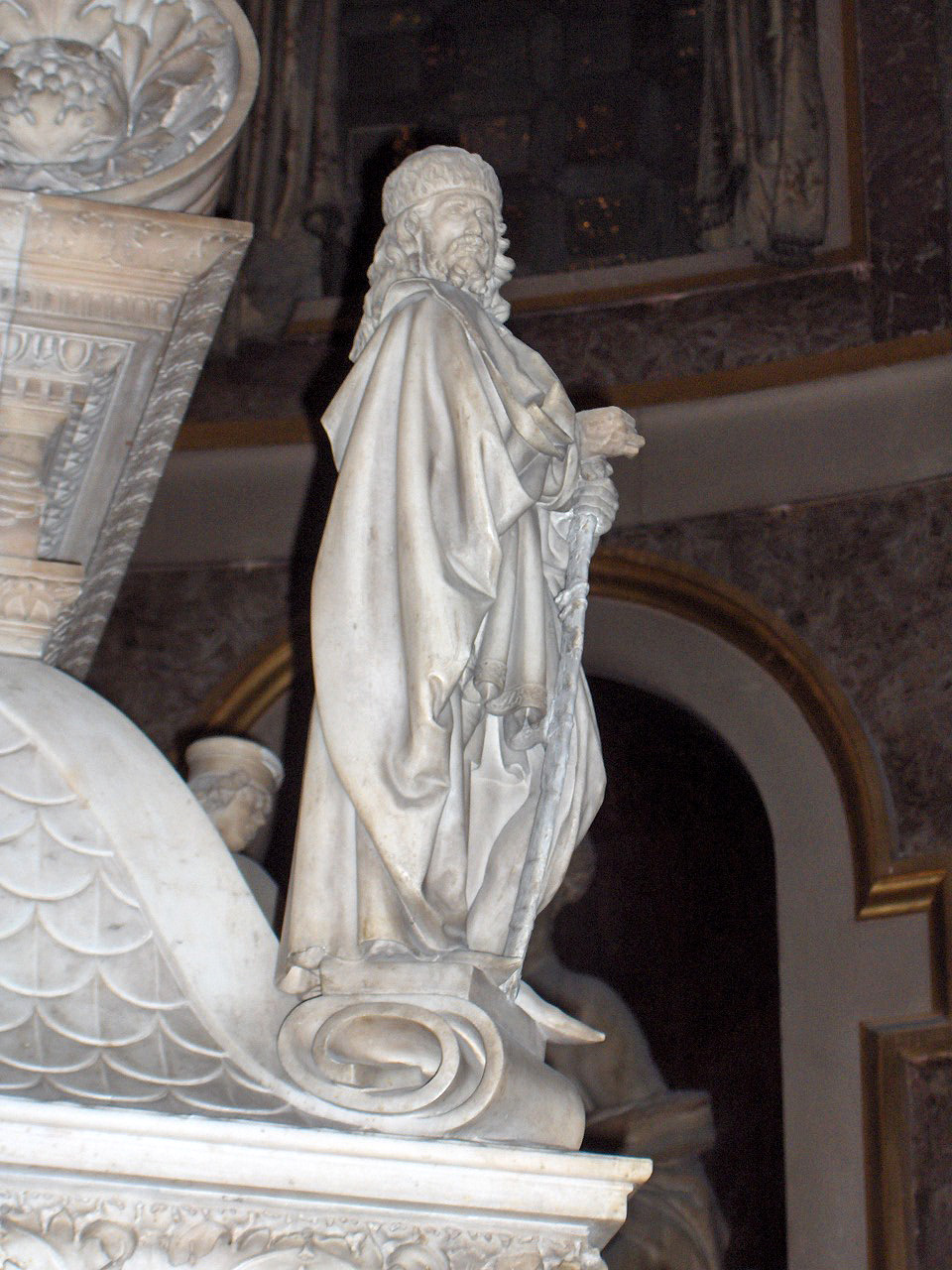
«Святий Флоріан» (Гробниця святого Домініка)

Нікколо дель Арка (італ. Niccolò dell’Arca; бл. 1435—1440 — 2 березня 1494) — італійський скульптор епохи Раннього Відродження, який працював переважно в теракоті. Він також відомий під іменами Нікколо да Рагуза (італ. Niccolò da Ragusa), Нікколо да Барі (італ. Niccolò da Bari) та Нікколо д'Антоніо д'Апулія (італ. Niccolò d'Antonio d'Apulia). Прізвище «dell'Arca» стосується його внеску в гробницю святого Доменіка (Гробниця святого Домініка).
Місце і рік його народження невідомі. Ймовірно, він народився в Апулії, можливо, в Барі, а потім, найімовірніше, деякий час жив у Далмації. За словами К. Гнуді (італ. C. Gnudi), він там навчався у далматинського скульптора Юрая Далматинця.
Деякі історики мистецтва приписують бургундські елементи в його скульптурі його можливій роботі над тріумфальній арці Кастель-Нуово в Неаполі в 1450-х роках (де він познайомився б із каталонським скульптором Ґільємом Саґрера і перебував під впливом його стилю).
Інші, відкидаючи його навчання в Неаполі, натомість стверджують, що він подорожував до Франції наприкінці 1460-х років. Відповідно, його подальше навчання потім нібито проходило в Сієні під впливом робіт Якопо делла Кверча та Донателло.

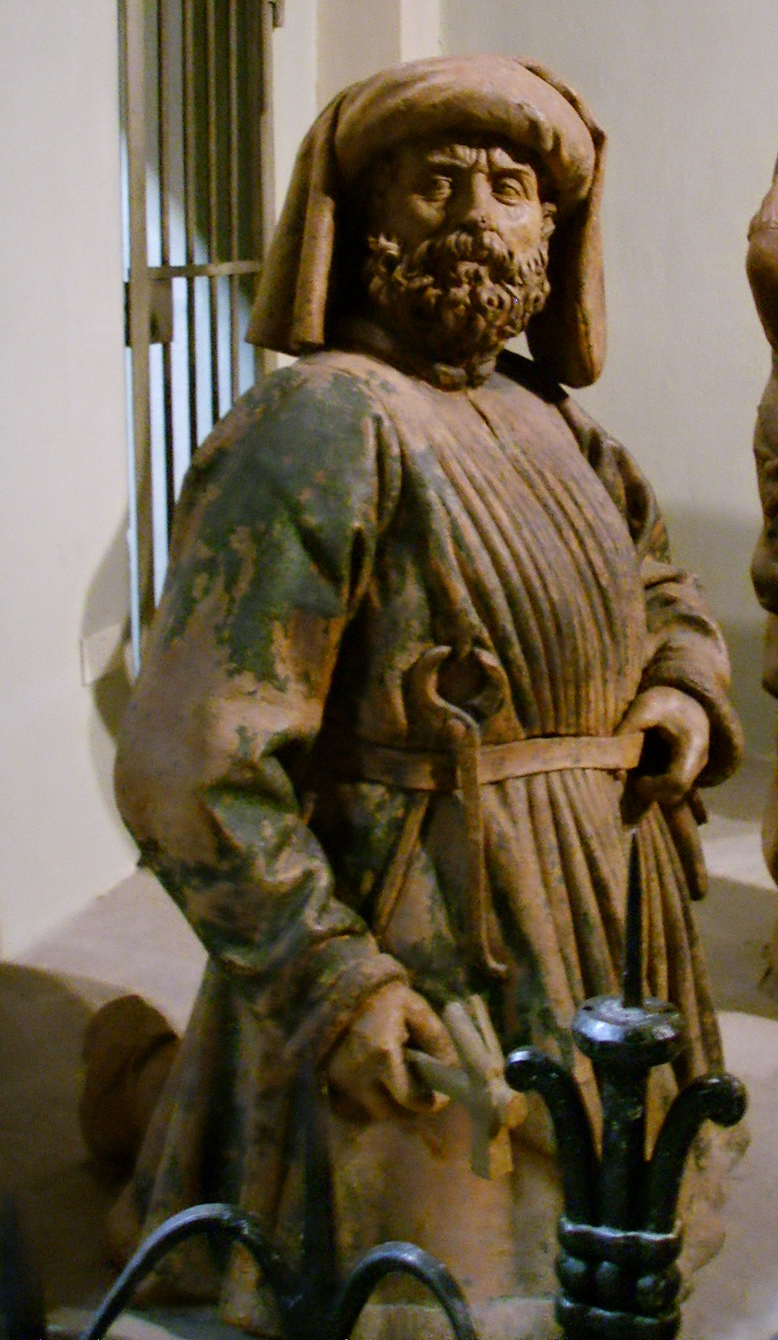
ліворуч
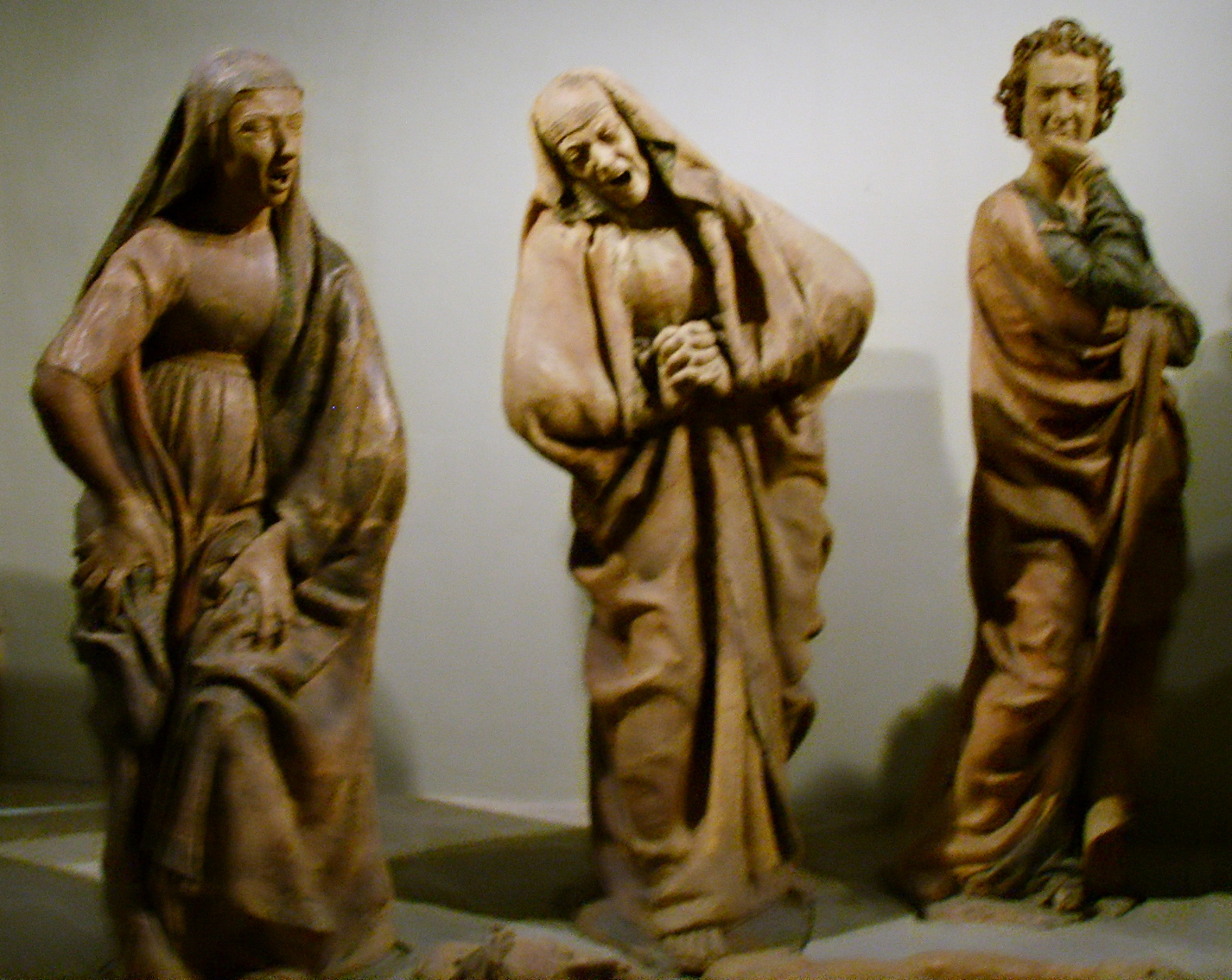
центр
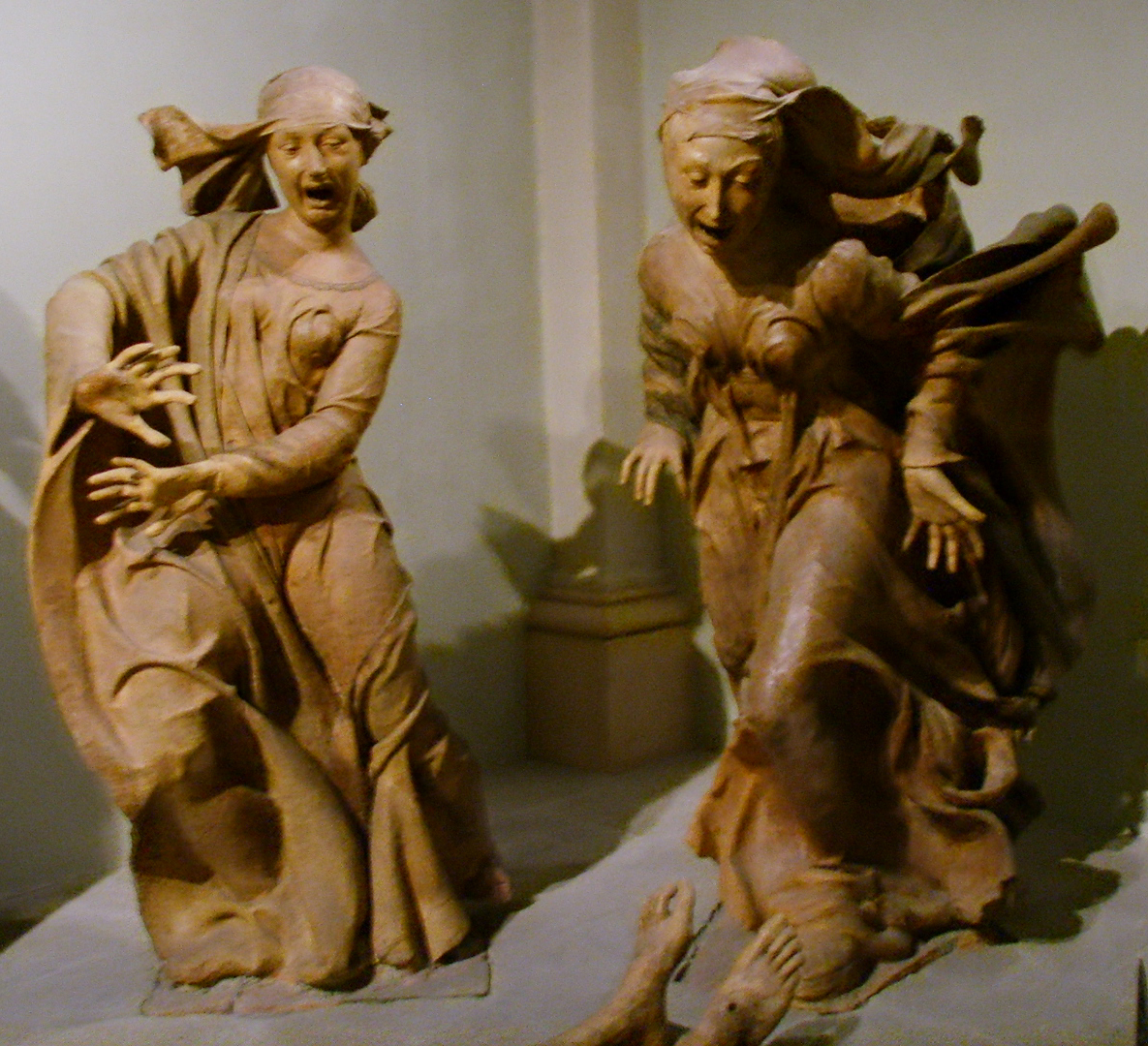
праворуч

## Кар'єра і роботи
Вперше він згадується у вересні 1462 року в Болоньї як Маестро Ніколо да Пулья (італ. Maestro Nicolò da Puglia), «майстер теракотових фігур». Ймовірно, це відноситься до «Оплакування Христа», теракотової групи в святилищі Санта-Марія-делла-Віта в Болоньї (також згадується в буллі 1464 року Папи Павла II). Група з шести окремих фігур у натуральну величину стоїть півколом навколо мертвого Христа в лежачій позі. Драматичний пафос, вираження скорботи і муки фігур посилюється реалістичністю драматичних деталей їх обличчя. Однак дата цього новаторського внеску в скульптуру епохи Відродження невідома. Іноді вказують близько 1460 року, а деякі дослідники датують створення між 1485 і 1490 роками.
1469 року він отримав замовлення на амбітну нову надбудову на гробниці святого Домініка: спіральну надбудову та кілька окремо стоячих фігур на вершині саркофага. Цей саркофаг із останками святого Домініка був вирізьблений за два століття тому Нікола Пізано та його майстернею (між 1265 і 1267 роками). Його завершили Арнольфо ді Камбіо та фра Гульєльмо Аньєллі. Нікколо дель Арка додав вишуканий шпиль із вражаючою статуєю «Бога-Батька» на вершині канделябра, яку тримають два путті та чотири дельфіни, усі вкриті фестонами з фруктами. На карнизі біля його основи посередині розташована невелика «П'єта», оточена двома ангелами, а по чотирьох кутах стоять чотири євангеліста в східному вбранні. Нижня частина надбудови оточена окремо стоячими фігурами: святі покровителі Болоньї (Святий Франциск Ассізький), святий Петроніо (початий Нікколо, але закінчений молодим Мікеланджело в 1494 році), Святий Домінік і Святий Флоріан. На задній частині стоять Свята Анна, Святий Іван Хреститель (скульптор Джіроламо Кортелліні в 1539 році), святий Прокл та святий Вітале. Нікколо також додав статую «Ангел, що тримає свічник» на лівій стороні вівтарної плити (справа — це робота Мікеланджело).
Нікколо дель Арка працював над цим шедевром між 1469 і 1473 роками, залишивши його незавершеним. Ймовірно, він з перервами займався цим до самої смерті. Мистецтвознавці бачать у цьому шедеврі суміш впливів: бургундського, флорентійського та нетосканського (наприклад, деталі в одязі). Те, як ці статуетки виражають їхні емоції, візерунки на їхніх сукнях і зачісках передають стиль Якопо делла Кверча.
Деякі інші важливі роботи включають теракотове погруддя Святого Домініка (1474) (у музеї базиліки Сан-Доменіко в Болоньї), мармурову статую Святого Івана Хрестителя (в Ескоріалі в Мадриді) і теракотову фігуру Святої Моніки (бл. 1478—1480) (Палац-музей у Модені).
Примітний також теракотовий горельєф «Мадонни ді Пьяцца» (1478) на стіні Палаццо Комунале в Болоньї. У помітних складках драпіровок видно вплив Якопо делла Кверча, а також сліди динамічного натуралізму його сучасника Андреа дель Верроккйо.

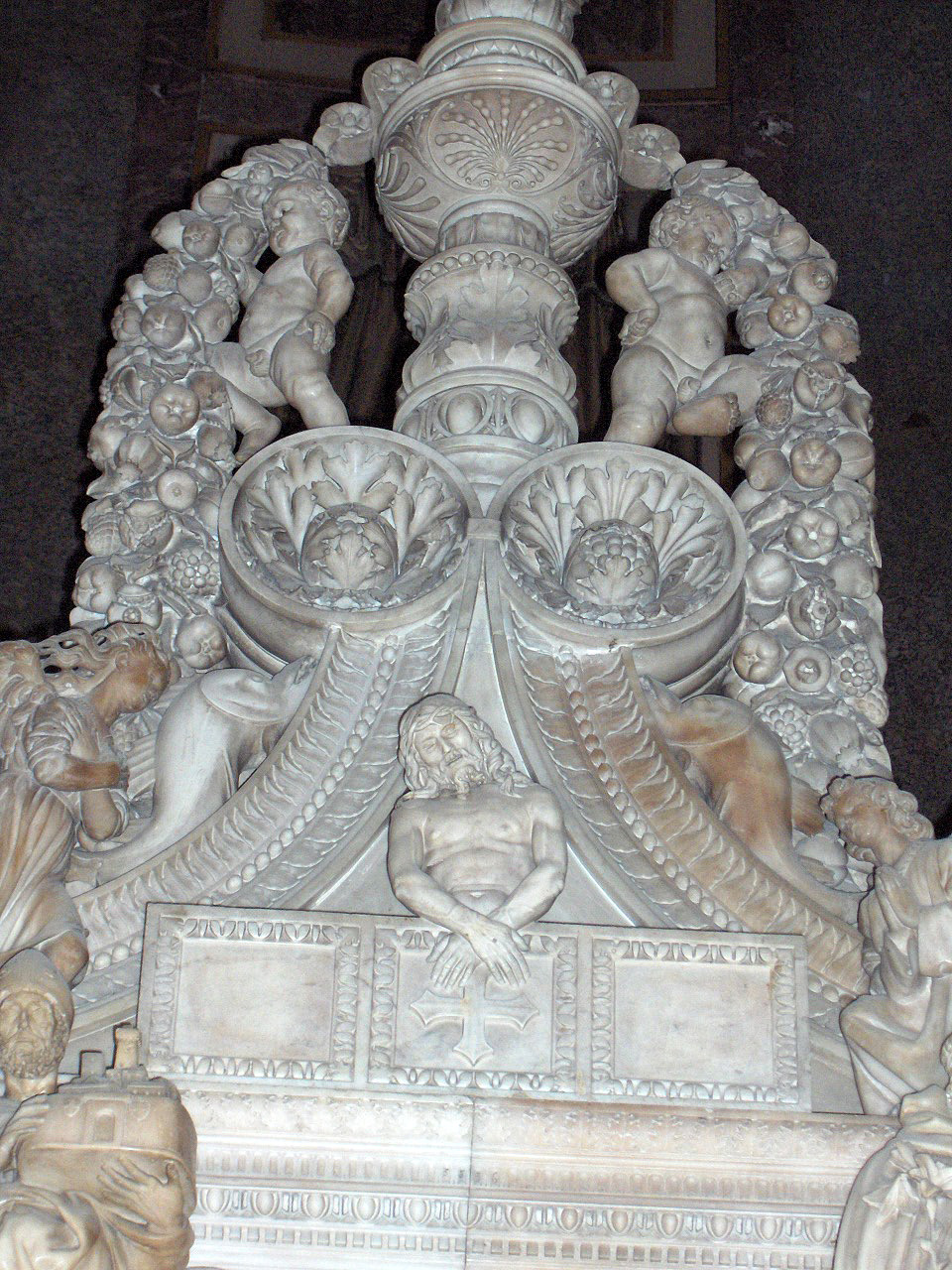
«П'єта» (Гробниця святого Домініка)
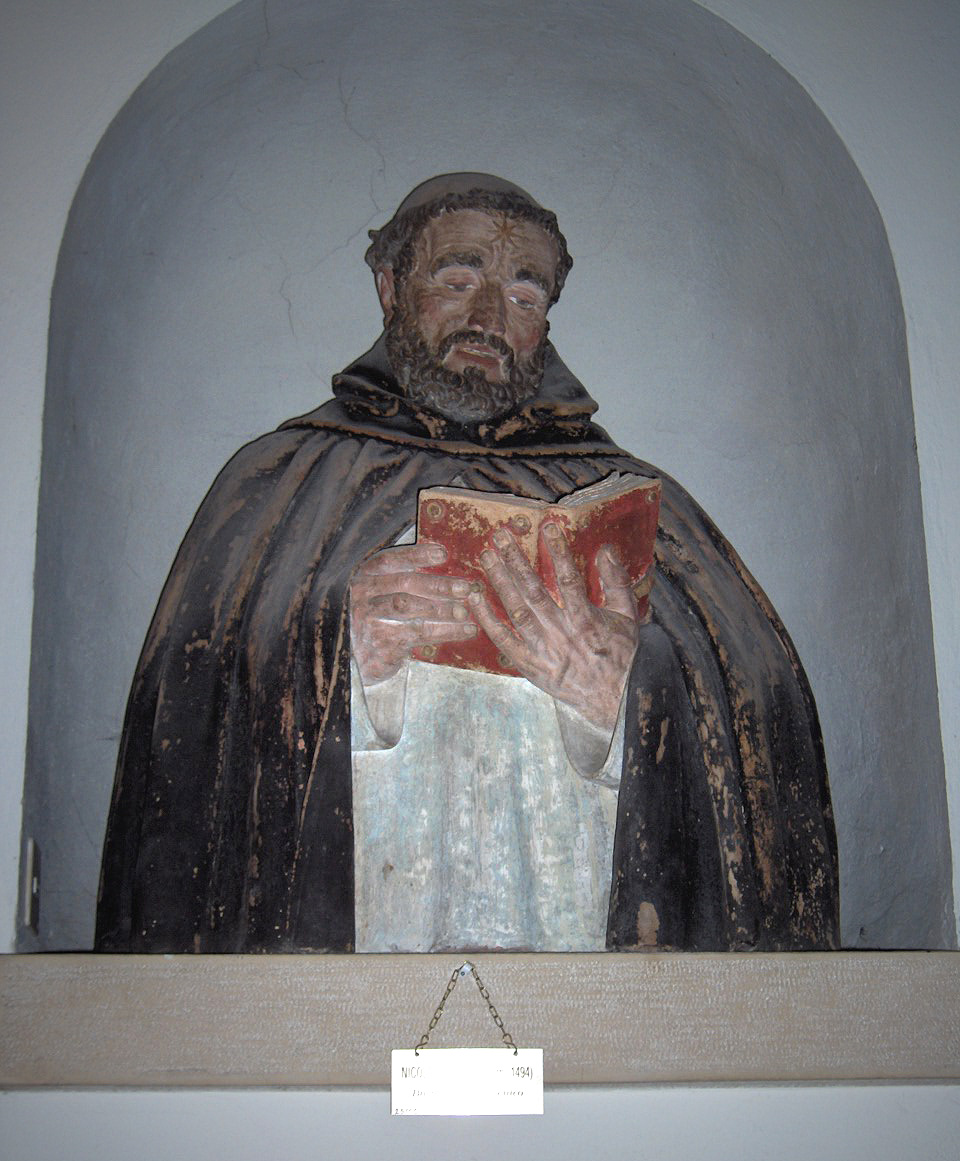
Поліхромована теракота Святого Домініка
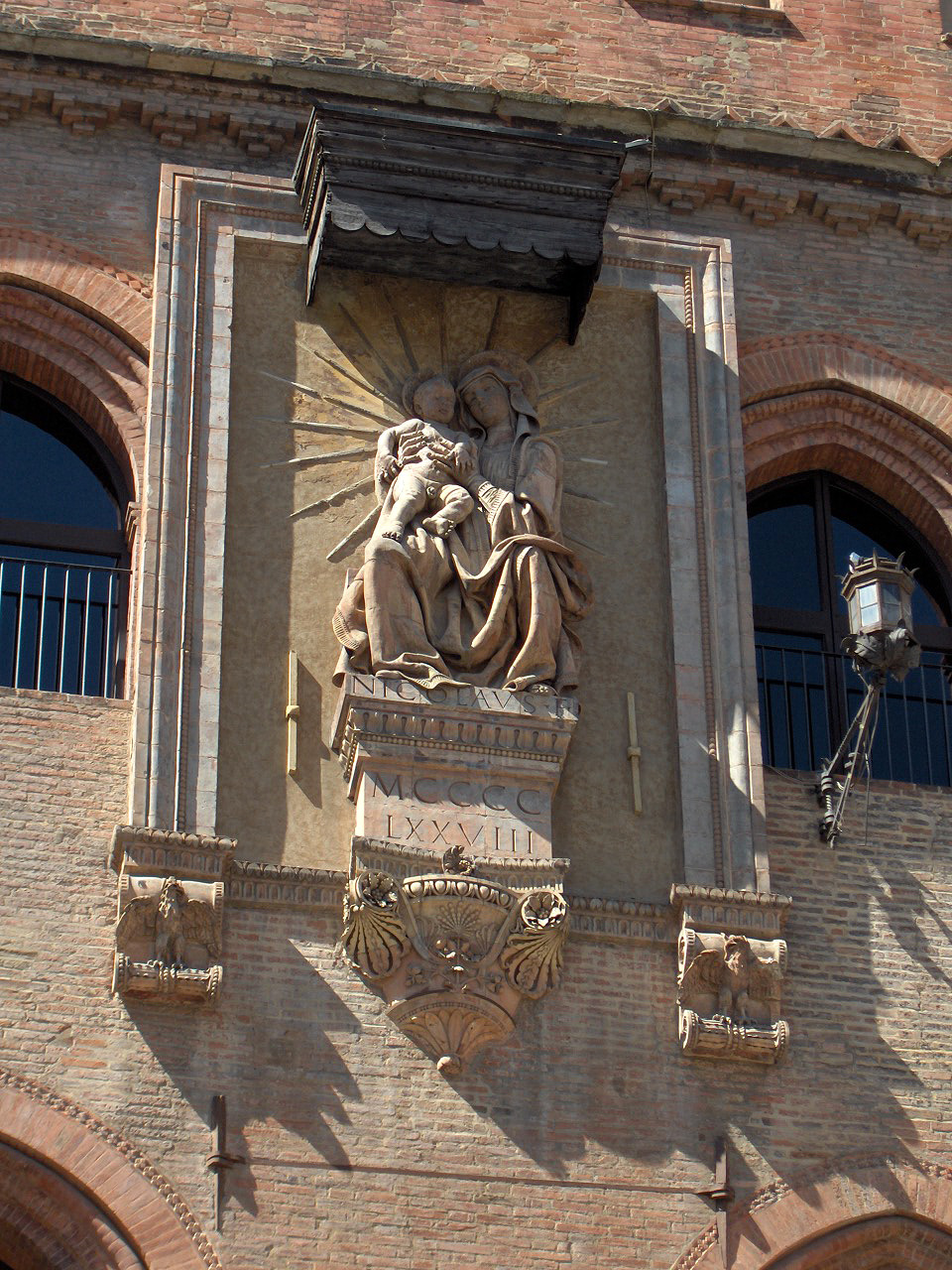
«Мадонна ді Пьяцца». Болонья

## Виноски
1. ↑  Gran Enciclopèdia Catalana — Grup Enciclopèdia, 1968.
2. ↑  https://www.biografiasyvidas.com/biografia/n/niccolo.htm
3. ↑  Bule S. Niccolò dell’Arca // Grove Art Online / J. Turner — [Oxford, England], Houndmills, Basingstoke, England, New York: OUP, 2017. — doi:10.1093/GAO/9781884446054.ARTICLE.T062298
4. ↑  Identifiants et Référentiels — ABES, 2011.